# Chaintech
Chaintech, Чейнтек (承啟科技股份有限公司 chéng-qǐ kē-jì gǔ-fèn yǒu-xiàn gōng-sī) — тайванський виробник материнських плат, відеокарт й інших комп'ютерних частин. Головний офіс у Тайбей. Утворене 1986 року.
1100 працівників.
2005 року підприємство офіційно перейменувало себе на Walton Chaintech Corporation (華東承啟科技股份有限公司 huá-dōng chéng-qǐ kē-jì gǔ-fèn yǒu-xiàn gōng-sī).
У жовтні 2006 року Чейнтек оголосила, що припиняє виробництво материнських плат і зосереджує увагу на флеш-пам'яті.